# Fotografía erótica

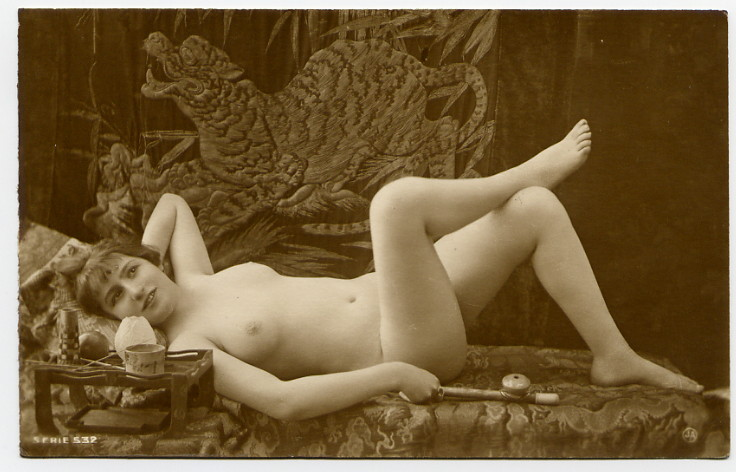
Fotografía de principios del, por Jean Agélou.

La fotografía erótica es un tipo de fotografía que muestra el cuerpo, realizando poses eróticas, en muchos casos mostrando desnudos. Surgió en el siglo XIX.

## Historia
En la primera mitad del siglo XIX, el desnudo fue uno de los temas preferidos de los artistas. Se vinculó a las disciplinas deportivas y a las ciencias, perdiendo sus características eróticas. Si bien la represión en cuanto a la sexualidad era severa, muchos artistas (fotógrafos o pintores) vieron la posibilidad de registrar el cuerpo humano desnudo. La primera aproximación al desnudo fotográfico la realizó el francés Louis Jacques Mandé Daguerre cuando tomó en 1839 una fotografía a estatuas de yeso y la llamó “Naturaleza muerta con esculturas”: las mismas hacían alusión a las Tres Gracias en el estilo de la Antigüedad Clásica. El proceso de Daguerre no permitía la representación de la figura humana, por la necesidad de largas exposiciones; él incluyó esculturas de forma humana en sus naturalezas muertas. Eróticas, lánguidas y vigorosas figuras femeninas. Sin embargo, nadie ha comentado jamás acerca de este elemento erótico de su trabajo, pero seguramente no pasó desapercibido[cita requerida].
No se sabe exactamente cuando se realizó el primer desnudo ni tampoco quién lo hizo. En 1845 aparecen las primeras vistas en forma de daguerrotipos de pequeño tamaño. Generalmente esas mujeres eran prostitutas, bailarinas o jóvenes anónimas que por unos billetes dejaban sus prendas para inmortalizarse.
En un primer momento, este género se alimentó de todas las poses de la pintura. Al mismo tiempo la exhibición explícita de los genitales, el coito heterosexual y las relaciones lésbicas se empezaban a mostrar en escena. En ese momento la persecución a realizadores y comerciantes era implacable. Los autores se escondían en el anonimato pues se exponían a multas y penas de cárcel.
El negocio del desnudo fotográfico era muy rentable. Las primeras imágenes, por su precio, sólo se movían en las altas esferas. Cuando llegó el negativo-positivo se hizo menos costoso y más rápido. Se comenzó a masificar y tan grande fue su auge que ni las leyes pudieron con ella. En la prensa de la época eran frecuentes los anuncios de venta de fotografías eróticas por correspondencia.
Algunos pintores, como por ejemplo Eugène Delacroix, comenzaron a experimentar con la fotografía. Esto produjo que muchos dejaran los lienzos para dibujar con la luz.
La fotografía erótica surge no como un campo de representación inédito, sino como una idea que ahora era presentada en un soporte extraordinario. Si bien el fetiche siempre estuvo ahí, se realizaba de otras formas, lo que hace la fotografía, envuelta en todo renombre que asumió como la representación misma de la realidad, es dar continuidad a ese contenido tan buscado, y ahora mucho más. La historia de la fotografía va a demostrar el impacto que esas imágenes causaron en la sociedad, más como un reflejo de ella misma – o de lo que se querría ver - que una condicionante. El nivel de las fotografías cambió, si algunas se vinculaban estrechamente con las bellas artes, con una búsqueda por el refinamiento, por el ideal de la belleza, otras iban directo al punto en lo que toca al objetivo: la desnudez por sí misma.
Puede entenderse que estas imágenes constituyen un logro muy significativo en la evolución de la historia de la fotografía y el arte. Son manifestaciones de una larga tradición y una cultura altamente sofisticada. Es la esencia especial de la fotografía tomada y aplicada con brillantez para crear formas pictóricas, innovadoras, que han influenciado la fotografía y la cultura hasta nuestros días, ese período inaugura una tendencia que sigue reproduciéndose hasta hoy.
La ilusión palpable de vitalidad de la presencia de la cosa misma, representada en una verdadera existencia espacial, estimulaba el deseo y la curiosidad de los artistas en aplicar esa magia en todos los temas visuales de interés para el hombre.

## Daguerrotipos eróticos

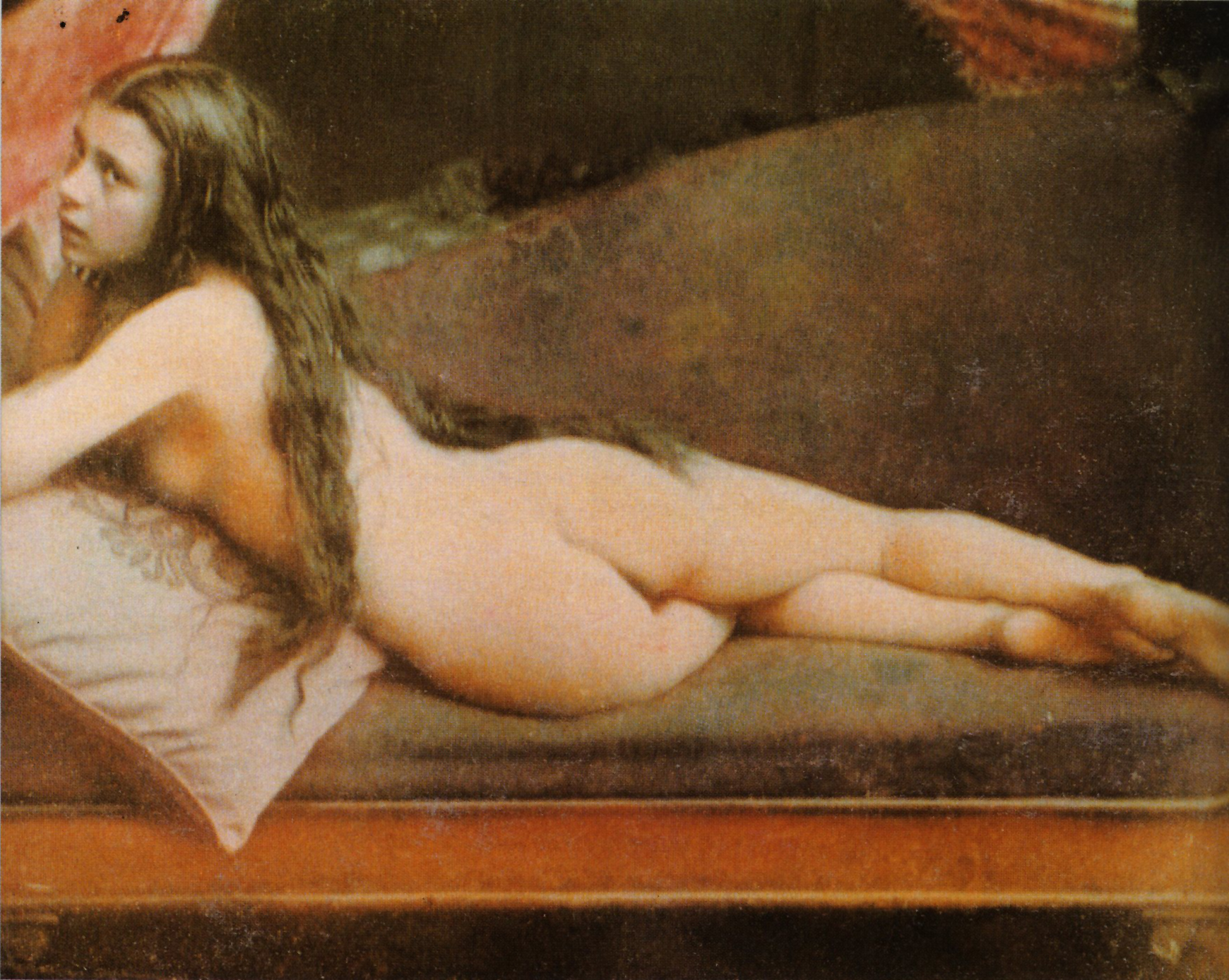
Daguerrotipo de Félix-Jacques Moulin.

La historia de la aplicación del daguerrotipo con fines eróticos ha sido un aspecto muy descuidado; raramente los historiadores pioneros de la fotografía hacen alguna mención del fenómeno de la daguerrotipia erótica y cuando lo hacen, sus referencias son insuficientes, despreciativas y ligeramente avergonzadas[cita requerida].
Los historiadores han subestimado la calidad e importancia de esta producción fotográfica. Esto se debe a tres factores. Primero, el acceso a los originales ha sido muy limitado; segundo, se suponía en el mejor de los casos que estos trabajos imitaban técnicas pictóricas y en el peor, eran vulgares e inmorales producciones comerciales; tercero, los estándares morales tradicionales prohíben su exposición y discusión.
En tiempos recientes, el interés intelectual en la historia de la fotografía erótica ha comenzado a desarrollarse con la proliferación de publicaciones ilustradas sobre el desnudo en la fotografía, la investigación y el coleccionismo.
Cuestiones de estilo, autoría e influencia pueden empezar a ser formuladas y discutidas como nunca antes.
En 1848, en Francia, un periodo de prosperidad económica favoreció el comercio de todo tipo y creó un ambiente cultural que produjo cambios importantes en las artes y los oficios.
Este evento cultural y la introducción del estereógrafo, coincidieron con la evolución de la madurez técnica y pictórica del daguerrotipo, un medio de cultivo en el cual el daguerrotipo erótico florecería.
Moulin fue uno de los primeros daguerrotipistas que se especializó en la producción de imágenes eróticas de todo tipo.
La comercialización era un factor principal en la producción de la fotografía erótica. Ya existía un mercado y un gusto para tales imágenes establecido por la litografía. París proveía al mundo de tales imágenes.

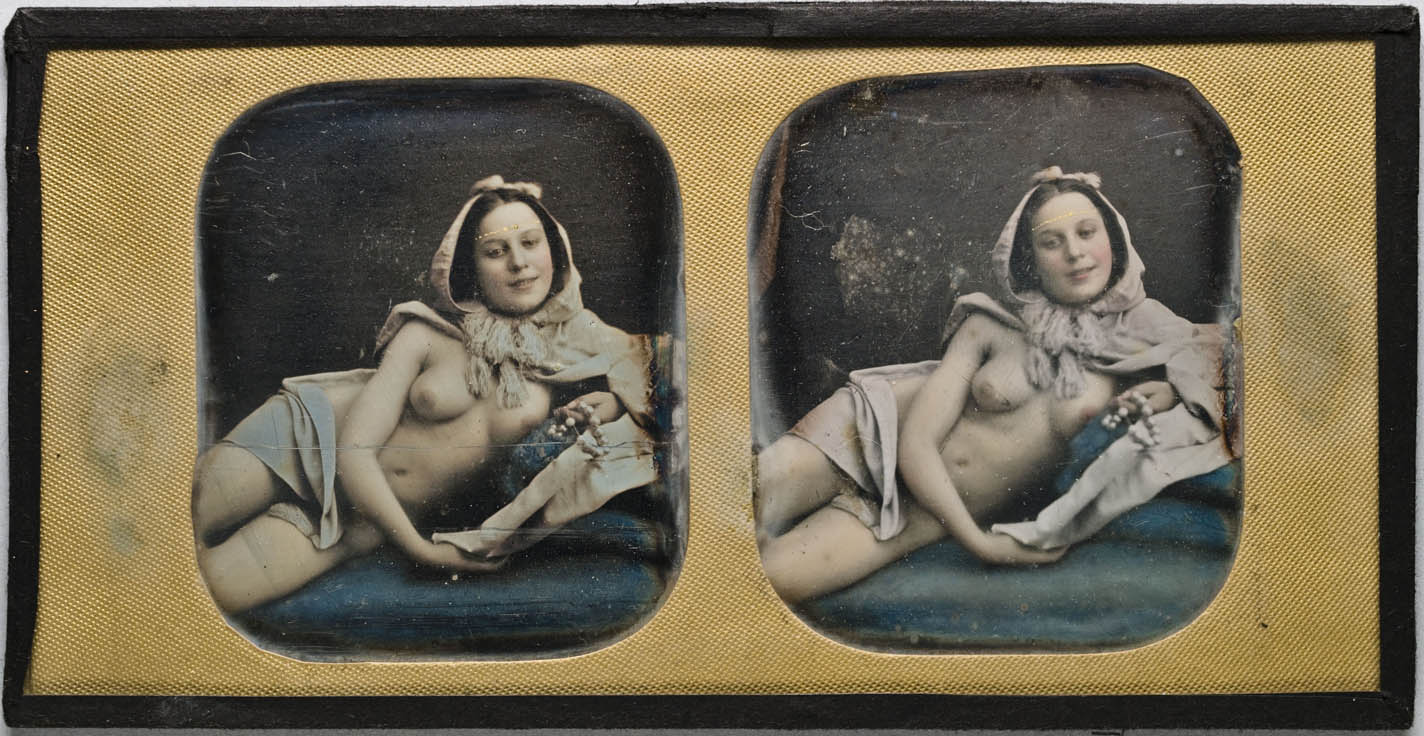
Daguerrotipo estereográfico, mediados del.

En esos daguerrotipos estereográficos, el efecto tridimensional producido por la visión binocular se veía resaltado más aún con la definición y detalle del daguerrotipo. Sin embargo, esta técnica no se prestaba para usos tales como lo hacían el grabado o el dibujo. La placa metálica era altamente reflectiva, la necesidad de mirar la imagen bajo condiciones de iluminación especiales y la diminuta escala de la imagen, lo hacían todo menos fácil de manejar, observar y ser copiadas.
La fotografía en papel, logró proveer al artista con una herramienta muy utilizable y fue viable en los años 1850.
Por lo tanto, el género hubiera probablemente existido con poca producción, poco impacto en el arte y menos en la sociedad, si no hubiera sido por la introducción y el resultante furor de los daguerrotipos estereográficos.

### Daguerrotipos estereográficos eróticos
En 1848, Brewster, desarrolló esta técnica para ver fotografías con la ilusión de profundidad tridimensional. El visor estereoscopio de la época del daguerrotipo se parecía fuertemente a un par de binoculares de ópera.
La necesidad de usar un visor de lentes de aumento y de enfoque, era ideal para el daguerrotipo. Eliminaba todas las limitaciones de la escala pequeña de la imagen y proveía circunstancias ideales de iluminación para poder verla en forma óptima. La popularidad de la novedad estaba en las clases altas, quienes estaban más que dispuestas a pagar un alto precio por obtener producciones de lujo de las mejores ópticas y estudios fotográficos.
Las imágenes eran vendidas más o menos públicamente, en casas de óptica, donde tenían un aire de legitimidad científica. La pornografía no era legal en Francia y se debía tener cuidado para evitar persecuciones, a pesar del aire generalizado de tolerancia. Por lo tanto, la mayoría de los daguerrotipos no lleva el nombre de su realizador, sólo algunos llevan las etiquetas de las casas de óptica. En general, eran objetadas las imágenes que eran excesivamente “naturales” y “realistas”.
No hay ninguna duda que la comercialización era un factor principal en la producción de la fotografía erótica. Ya existía un mercado y gusto preexistentes para tales imágenes, establecido por la litografía que encontró en la fotografía un amplio campo para vinculación.
Circulaban en forma de academias (académies) que eran estudios de desnudo hechos por un pintor para dominar la anatomía femenina o masculina. Incluso en esta época se hicieron populares las fotografías de mujeres desnudas de etnias exóticas.
Las imágenes también se vendían cerca de las estaciones de tren, por parte de vendedores itinerantes y mujeres en las calles que las ocultaban bajo sus ropas. A menudo se producían en series (de cuatro, ocho o doce) y se exportaban al extranjero, principalmente a Inglaterra y los Estados Unidos.
La perfección gradual de la fotografía en papel y el negativo de placa de vidrio en los años 1850, empezó a competir seriamente con el daguerrotipo, particularmente en París. Las estereografías en papel no podían ofrecer el esplendor visual e ilusión de los daguerrotipos estereográficos, pero ofrecían una gran ventaja comercial ya que podían ser realizados en grandes cantidades y vendidos así a una audiencia más amplia.
Este factor y la filosofía de un gobierno menos liberal trajo una política más restrictiva con respecto a temas de la moral pública, que terminó con la era de los daguerrotipos eróticos. La erótica se continuó produciendo, pero con una pérdida de refinamiento y cuidado.

## Modelos

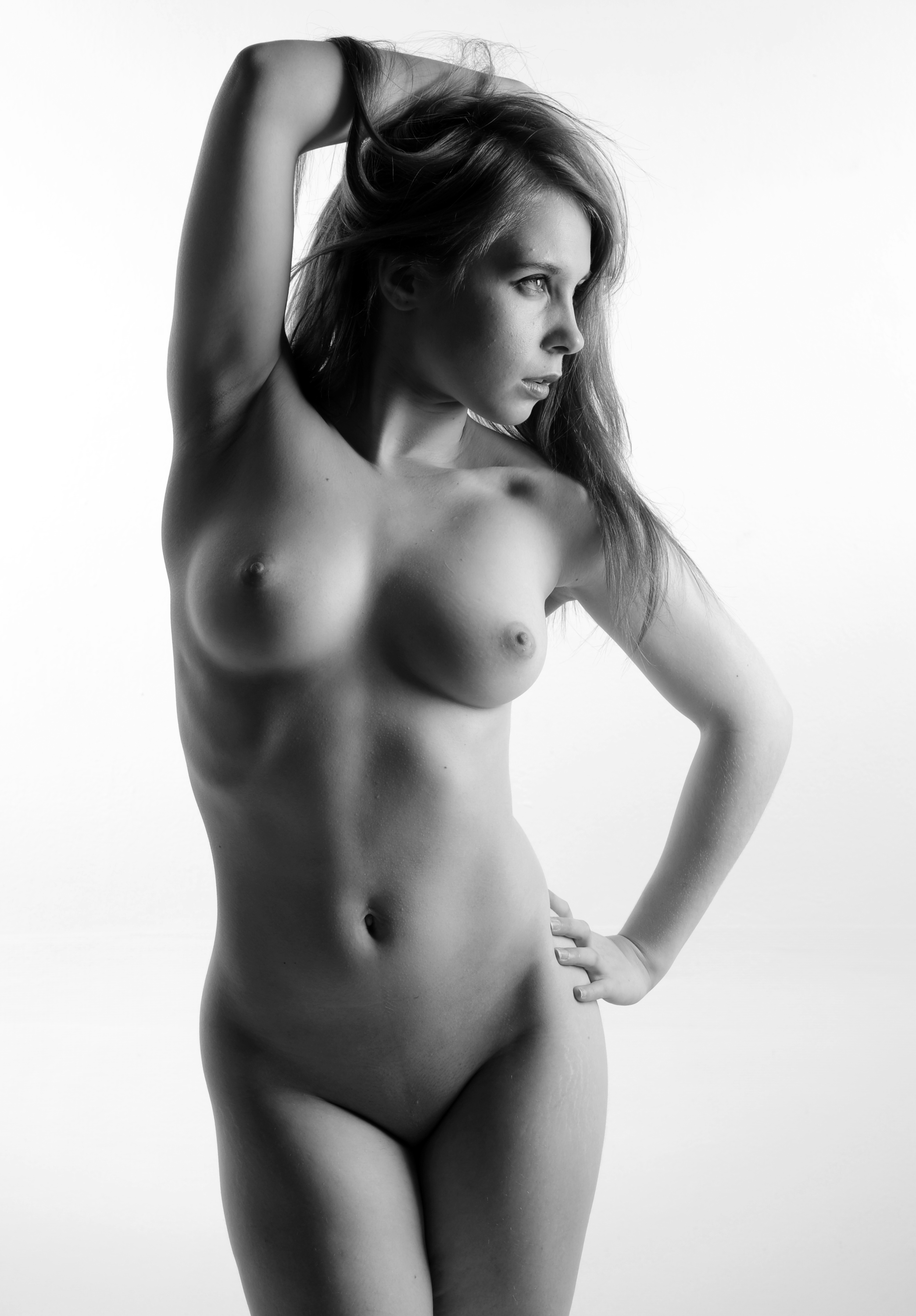
Fotografía de Jean-Christophe Destailleur.

Un modelo de fotografía erótica es aquella persona, ya sea hombre o mujer, que posa desnuda o semidesnuda, para hacer posible la realización de fotografías de contenido erótico o sensual, que están destinadas a ser representadas en exposiciones, galerías de imágenes, libros, revistas, calendarios, así como en otros formatos. La persona puede posar desnuda o con lencería, trajes de baño, etc. Para ejercer la profesión de modelo erótico, no se requiere la posesión de un diploma específico.

## El desnudo fotográfico en América Latina
La fotografía de cuerpos indígenas, que servían de aporte a los antropólogos o etnólogos, tuvo lecturas diversas, ya que detrás de esas imágenes se escondía en algunos casos, una latente lectura erótica. Entre 1880 y 1920, circulaba una buena cantidad de fotografías de indígenas en las principales ciudades europeas. El principal uso de esta producción visual se asocia a la antropología. Basándose en el modelo científico positivista, la fotografía de cuerpos desnudos servía a los estudios antropológicos, como documento que probaba la existencia de diferentes razas. En momentos en que los conceptos de raza y evolución se encontraban fuertemente ligados a consideraciones morales, y valoraciones de la capacidad intelectual que tomaban a la sociedad europea como modelo de civilización, estos conceptos podían ser ordenados en una jerarquía de superioridad y el documento fotográfico era considerado una herramienta para ayudar a que cada grupo racial ocupara su lugar.
Rápidamente estas fotografías de desnudos adquirieron amplia legitimidad y utilidad profesional dentro de los estudios antropológicos.
Los motivos fotografiados se dividen entre:
- Fotografía antropométrica: utilizadas para dar cuenta de las proporciones corporales, color de piel, etcétera.
- Fotografías tomadas en terreno: de carácter más documental, daban cuenta de la presencia del investigador en el lugar de trabajo.
- Retratos y postales: en éstas se podía ver un escenario armado, la iluminación cuidada, presencia de vestuario, poses de los modelos retratados.

Según Gastón Carreño (Chile), la idea de que estas fotografías tenían un perfil erótico surge, por un lado, a partir de la comercialización en Europa de las postales y por otro, la recurrencia de ciertas modelos, o poses. Los europeos de esta época «veían la desnudez de los indígenas como algo fascinante pero al mismo tiempo perturbador». La represión y las multas a quienes las comercializaban, como así también a los fotógrafos, sacó de circulación gran parte de estas imágenes..
En México la fotografía erótica tiene comienzos con Antonio Garduño más conocido como el fotógrafo de novias, sus primeras fotografías comienzan con una imagen de la hija del general Manuel Mondragón, esta sirvió para ilustrar la portada de la novela Nahui de Pino Caccuci.
Por su parte Carmen Mondragón Valseca conocida como Nahui Olin, fue pionera del modelaje en México, resaltando el desnudo.
Ambos presentaron una exposición de fotografías de desnudo del 20 al 30 de septiembre de 1927, en la casa de la marquesa de Uluapa. esta exposición tuvo mucho éxito, tanto que  posteriormente Antonio Garduño organizó la primera exposición de Tina Modotti.
En Argentina, se han realizado investigaciones sobre fotografías de indígenas, dándose a conocer una fotografía de 1890 aproximadamente, considerada la primera en este género, tomada por Odber Heffer, quien retrató a una mujer mapuche con su torso descubierto.
En el arte argentino hay una escasa tradición erótica. Sin embargo, uno de los mitos fundantes y más perdurables en la tradición nacional es una escena central de la imaginería erótica del mundo grecolatino: el rapto. El deseo del varón bárbaro, semidesnudo y salvaje, por el cuerpo de la mujer blanca estuvo presente en los primeros mitos y relatos de la conquista americana. Lucía Miranda fue el objeto de deseo del cacique Siripo en la crónica de Ruy Díaz de Guzmán. Ella fue la protagonista de las primeras obras de teatro en Buenos Aires.
Al estudiar un análisis que realizó André Menard, del departamento de antropología de la facultad de ciencias sociales de Chile, podemos notar un análisis más profundo de estas producciones fotográficas, donde diferenciamos claramente las intenciones etnográficas en las imágenes, y las intenciones “pornográficas” como las define el autor:

“(…) la pornografía -en su forma actual y hegemónica- articula dos dimensiones de la fotografía etnográfica tradicional. Por un lado, una dimensión funcional: se trata de una producción orientada más a la producción de un efecto (excitación sexual) que a la narración de una historia o a la instalación de unos nombres propios (de los personajes, de los actores, del director). Por otro, una dimensión formal: la pornografía puede ser descrita como la puesta en escena de un funcionamiento. Y esto mediante el uso preferente del close-up y de la presentación del cuerpo como un lugar fragmentado. (…)”

De hecho, Menard, en uno de los sustentos del análisis y la teoría que plantea sobre los registros fotográficos de fines del siglo XIX, nos da un ejemplo muy interesante de ver donde podemos notar las similitudes en la pose en una fotografía etnográfica y una postal erótica tomada unos años después, en Europa.

“En muchos de estos retratos marcados por la convicción de mostrar «escenas reales de nativos de tierras lejanas», autores como Gastón Carreño reconocen en la pose de los y las modelos exóticos, la intervención del etno-fotógrafo. Estas poses pueden encontrarse en las producciones fotográficas eróticas que circulaban en las sociedades occidentales de la época".

## Galería

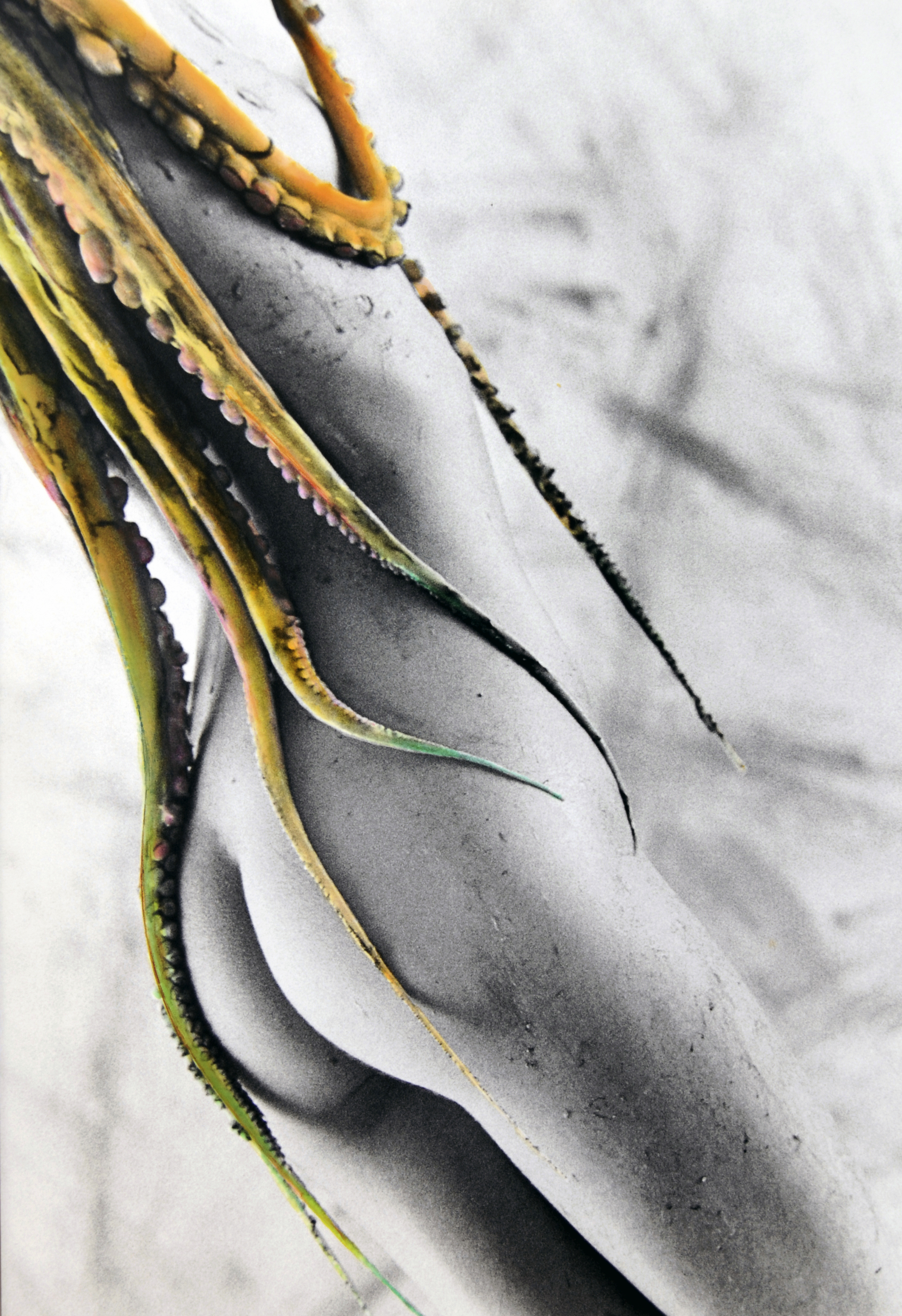
Relectura de El sueño de la esposa del pescador 1988 fotografía de Sergio Valle Duarte
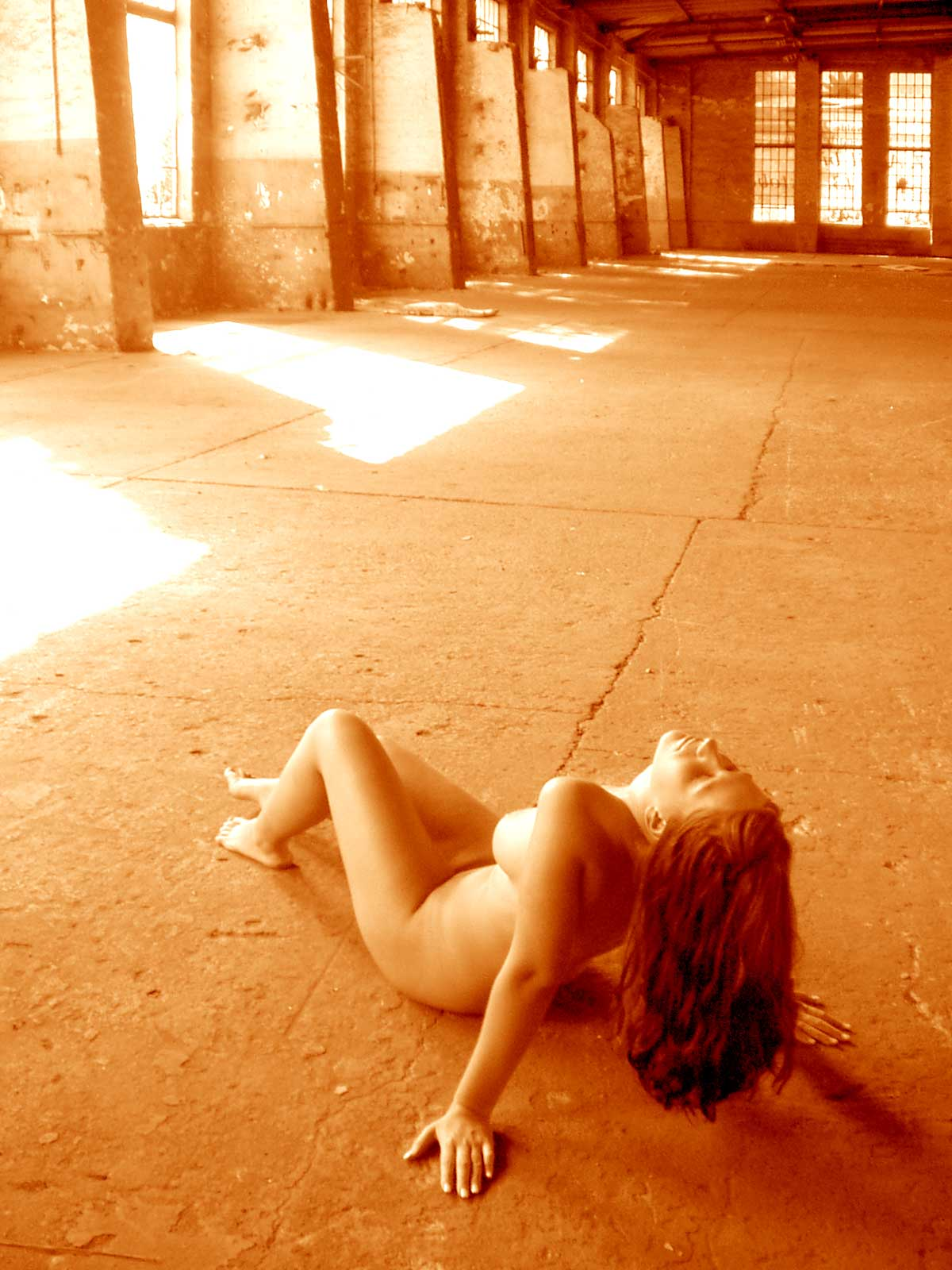
fotografía de Ralf Roletschek
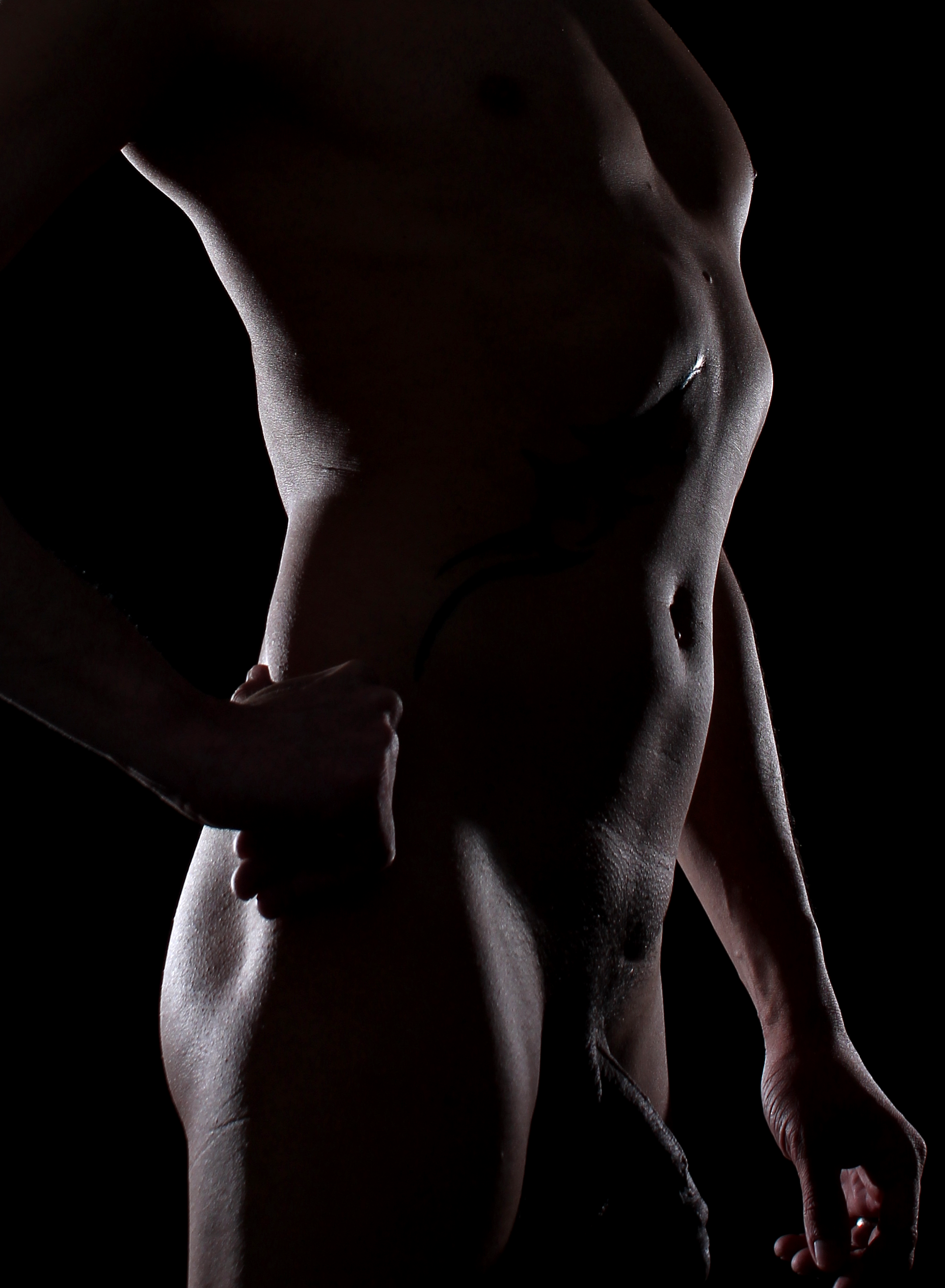
Fotografía de Cosme Madini
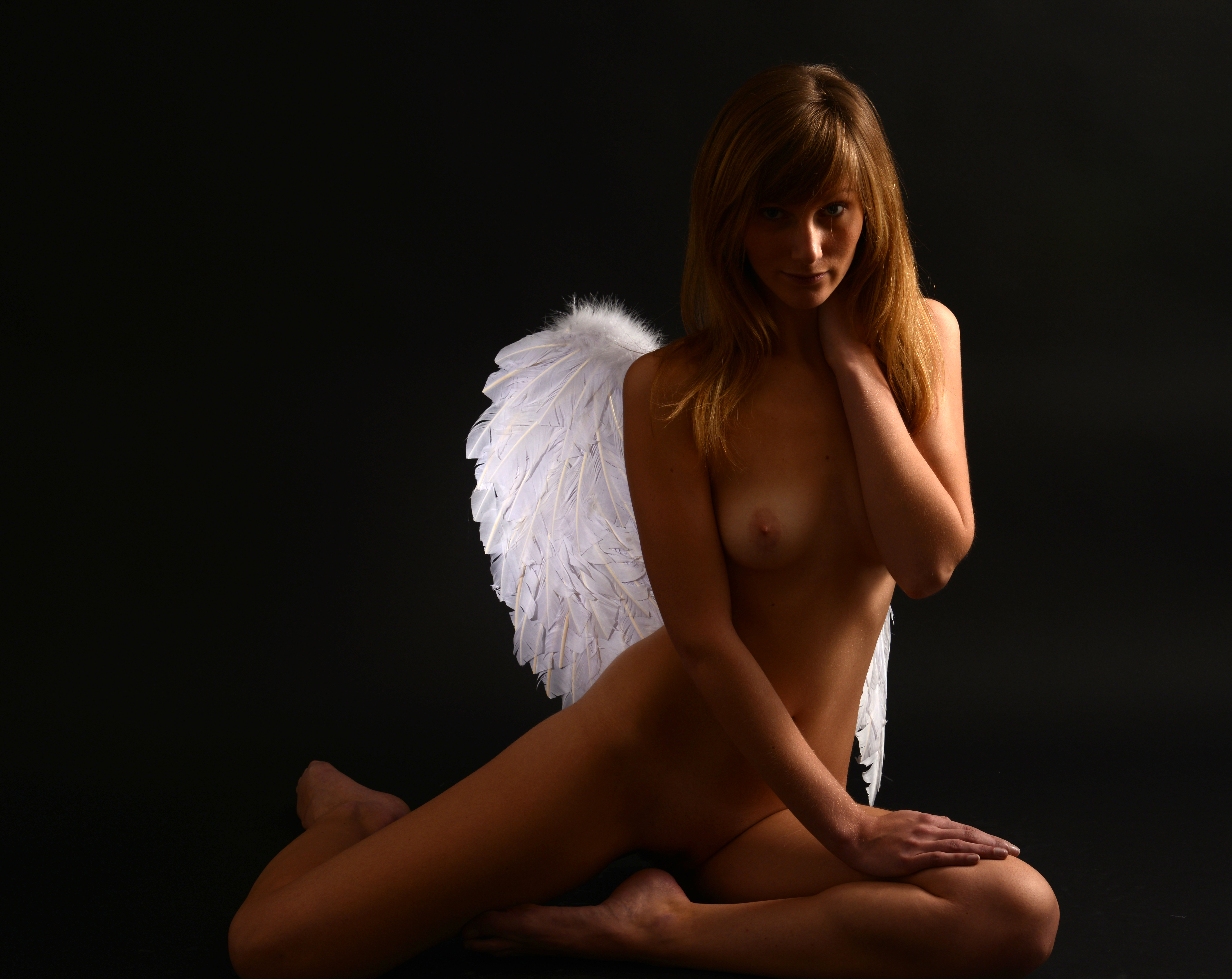
fotografía de Jean-Christophe Destailleur
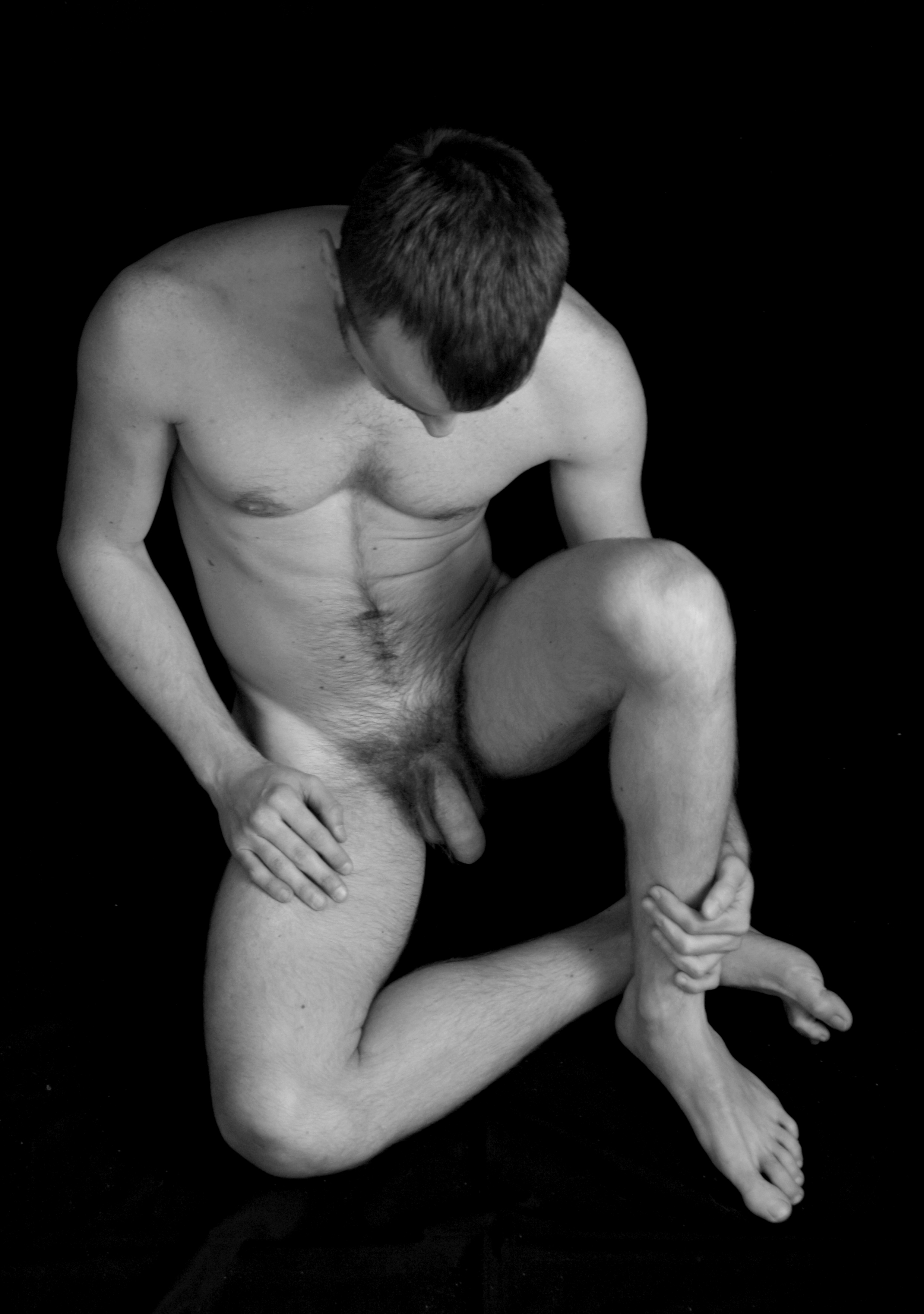
Desnudo reclinado, Fotografía de Giovanni Dall'Orto
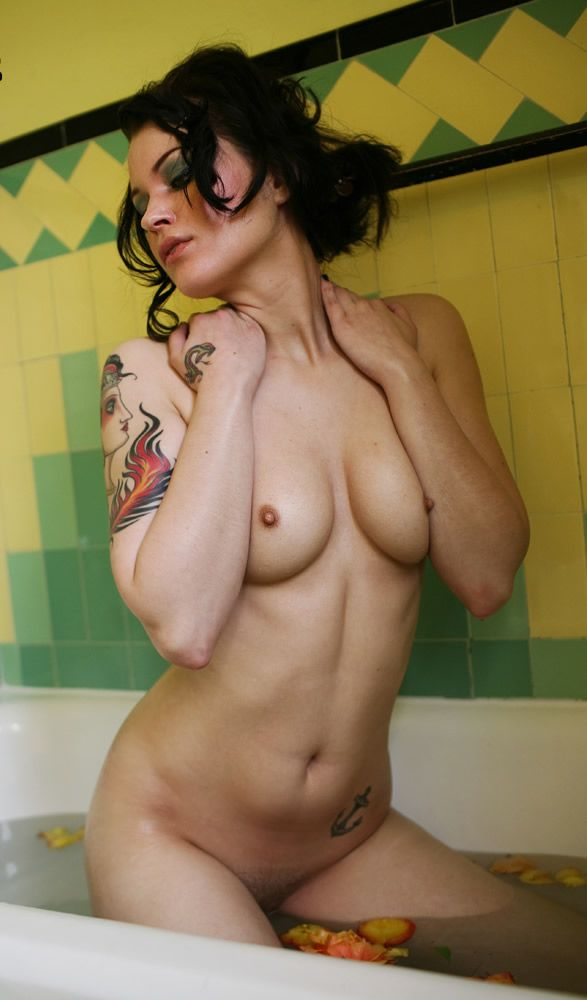
Modelo de SuicideGirls